# Acotylea
Acotylés
Sous-ordre
Les Acotylea (en français, Acotylés) sont un sous-ordre de vers plats, de l'ordre des Polycladida.

## Taxinomie

### Acotylea
Le nom valide complet (avec auteur) de ce taxon est Acotylea Lang, 1884.
Acotylea a pour synonyme Acotylina Pearse, 1936.

### Sous-taxons
| Selon la base de données World Register of Marine Species (11 décembre 2023), le sous-ordre des Acotylea se décompose comme suit : - Sous-ordre des Acotylea : - Famille des Anocellidae Quiroga, Bolanos & Litvaitis, 2006 - Famille des Apidioplanidae Bock, 1926 - Famille des Didangiidae Faubel, 1983 - Super-famille des Discoceloidea Dittmann, Cuadrado, Aguado, Noreña & Egger, 2019 - Famille des Cryptocelidae Laidlaw, 1903 - Famille des Ilyplanidae Faubel, 1983 - Famille des Discocelidae Laidlaw, 1903, acceptée comme Discocelididae Laidlaw, 1903 - Famille des Enantiidae Graff, 1889 - Famille des Euplanidae Marcus & Marcus, 1966 - Super-famille des Leptoplanoidea Faubel, 1984 - Famille des Candimboididae Faubel, 1983 - Famille des Faubelidae Özdikmen, 2010 - Famille des Gnesiocerotidae Marcus & Marcus, 1966 - Famille des Leptoplanidae Stimpson, 1857 - Famille des Mucroplanidae Faubel, 1983 - Famille des Notocomplanidae Litvaitis, Bolaños & Quiroga, 2019 - Famille des Notoplanidae Marcus & Marcus, 1966 - Famille des Palauidae Faubel, 1983 (vide d'espèce) - Famille des Pleioplanidae Faubel, 1983 - Famille des Pseudostylochidae Faubel, 1983 - Famille des Stylochoplanidae Faubel, 1983 - Famille des Notocirridae Faubel, 1983 , acceptée comme Faubelidae Özdikmen, 2010 - Famille des Limnostylochidae Faubel, 1983 - Famille des Stylochocestidae Bock, 1913 - Super-famille des Stylochoidea Poche, 1926 - Famille des Callioplanidae Hyman, 1953 - Famille des Discoprosthididae Faubel, 1983 - Famille des Hoploplanidae Stummer-Traunfels, 1933 - Famille des Idioplanidae Dittmann, Cuadrado, Aguado, Noreña & Egger, 2019 - Famille des Latocestidae Laidlaw, 1903 - Famille des Planoceridae Lang, 1884 - Famille des Stylochidae Stimpson, 1857 - Famille des Diplosoleniidae Bock, 1913 , acceptée comme Callioplanidae Hyman, 1953 - Super-famille des Craspedommatidea Bock, 1913 , acceptée comme Stylochoidea Poche, 1926 - Super-famille des Cryptoceloidea Bahia, Padula & Schrödl, 2017 , acceptée comme Discoceloidea Dittmann, Cuadrado, Aguado, Noreña & Egger, 2019 - Famille des Cryptocelididae Laidlaw, 1903 , acceptée comme Cryptocelidae Laidlaw, 1903 - Famille des Discocelididae Laidlaw, 1903 - Famille des Plehniidae Bock, 1913 - Famille des Polyposthiidae Bergendal, 1893 - Super-famille des Emprosthommatidea Bock, 1913 , acceptée comme Ilyplanoidea Faubel, 1984, acceptée comme Cryptoceloidea Bahia, Padula & Schrödl, 2017 , acceptée comme Discoceloidea Dittmann, Cuadrado, Aguado, Noreña & Egger, 2019 - Super-famille des Ilyplanoidea Faubel, 1984 , acceptée comme Cryptoceloidea Bahia, Padula & Schrödl, 2017 , acceptée comme Discoceloidea Dittmann, Cuadrado, Aguado, Noreña & Egger, 2019 - Super-famille des Planoceroidea Poche, 1925 , acceptée comme Stylochoidea Poche, 1926 - Super-famille des Schematommatidea Bock, 1913 , acceptée comme Leptoplanoidea Faubel, 1984 | Selon la classification de Faubel : - Ilyplanoidea Faubel, 1983 - Anocellidae Quiroga, Bolanos & Litvaitis, 2006 - Discocelidae Laidlaw, 1903 - Discoprosthididae Faubel, 1983 - Enantiidae Graff, 1889 - Euplanidae Marcus & Marcus, 1966 - Ilyplanidae Faubel, 1983 - Mucroplanidae Faubel, 1983 - Palauidae Faubel, 1983 - Leptoplanoidea Stimpson, 1857 - Apidioplanidae Bock, 1926 - Candimboididae Faubel, 1983 - Cestoplanidae Lang, 1884 - Cryptocelidae Laidlaw, 1903 - Didangiidae Faubel, 1983 - Gnesiocerotidae Marcus & Marcus, 1966 - Leptoplanidae Stimpson, 1857 - Notocirridae Faubel, 1983 - Notoplanidae Marcus & Marcus, 1966 - Pleioplanidae Faubel, 1983 - Stylochoplanidae Faubel, 1983 - Theamatidae Marcus, 1949 - Stylochoidea Stimpson, 1857 - Callioplanidae Hyman, 1953 synonyme Diplosoleniidae Bock, 1913 - Latocestidae Laidlaw, 1903 - Limnostylochidae Faubel, 1983 - Planoceridae Lang, 1884 - Plehniidae Bock, 1913 - Polyposthiidae Bergendal, 1893 - Pseudostylochidae Faubel, 1983 - Stylochidae Stimpson, 1857 - Stylochocestidae Bock, 1913 |

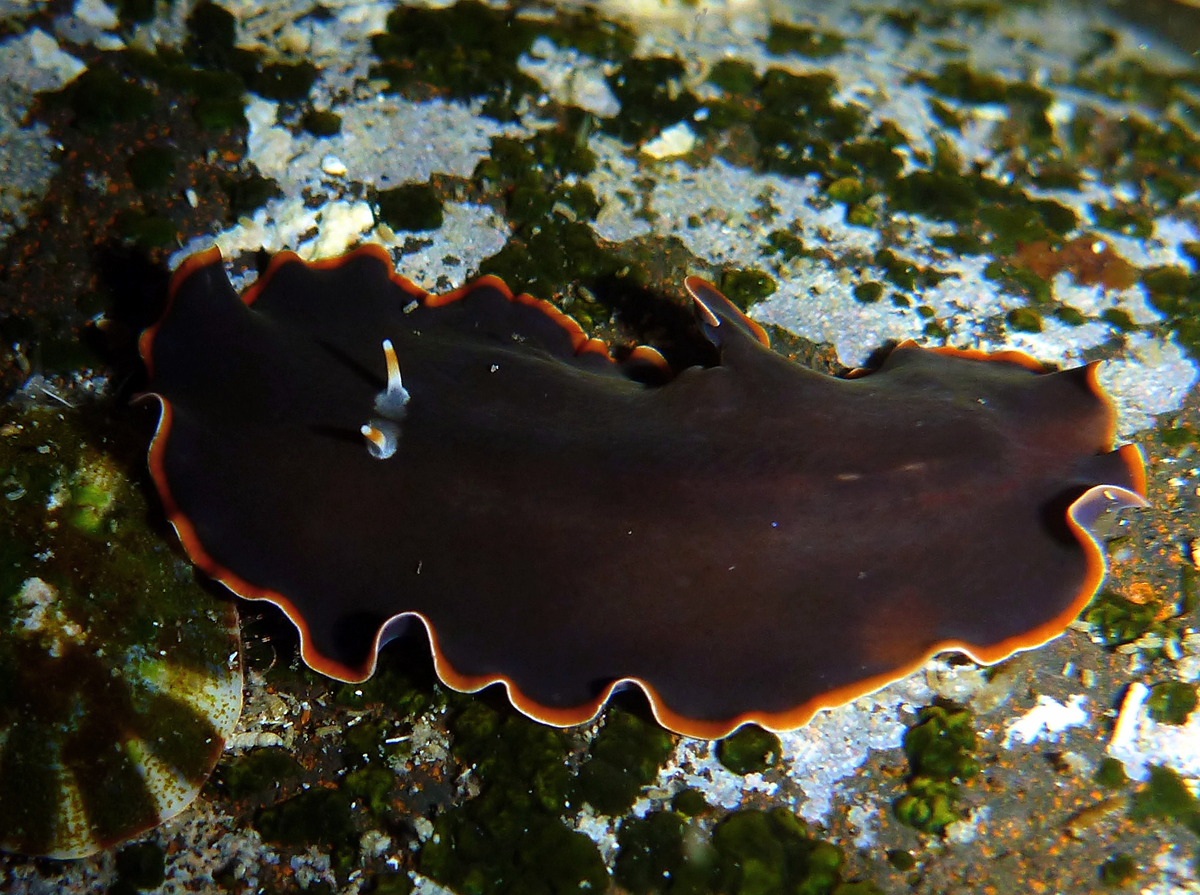
Callioplana marginata, un Callioplanidae
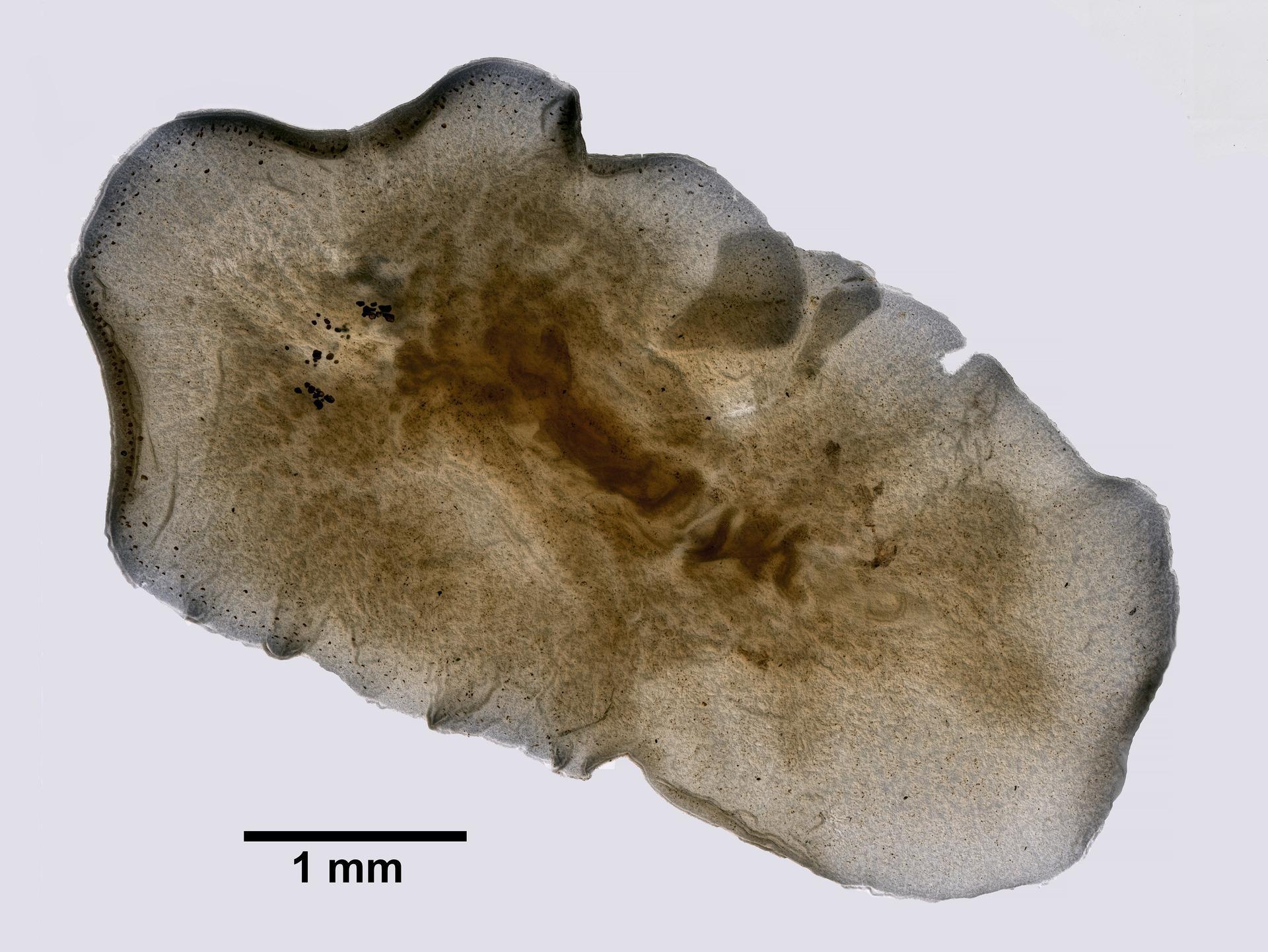
Coronadena mutabilis, un Discocelidae
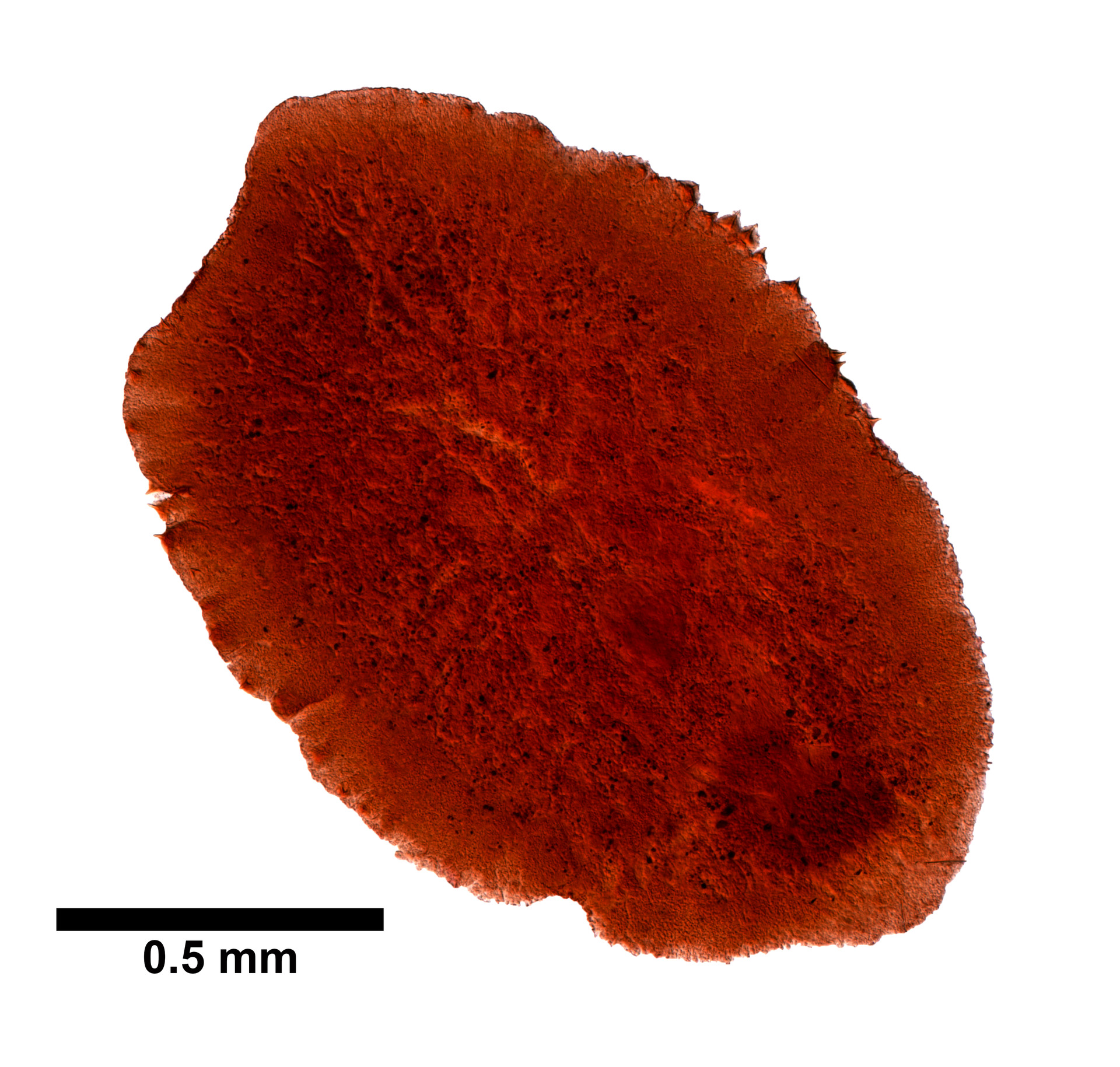
Enantia spinifera, un Enantiidae
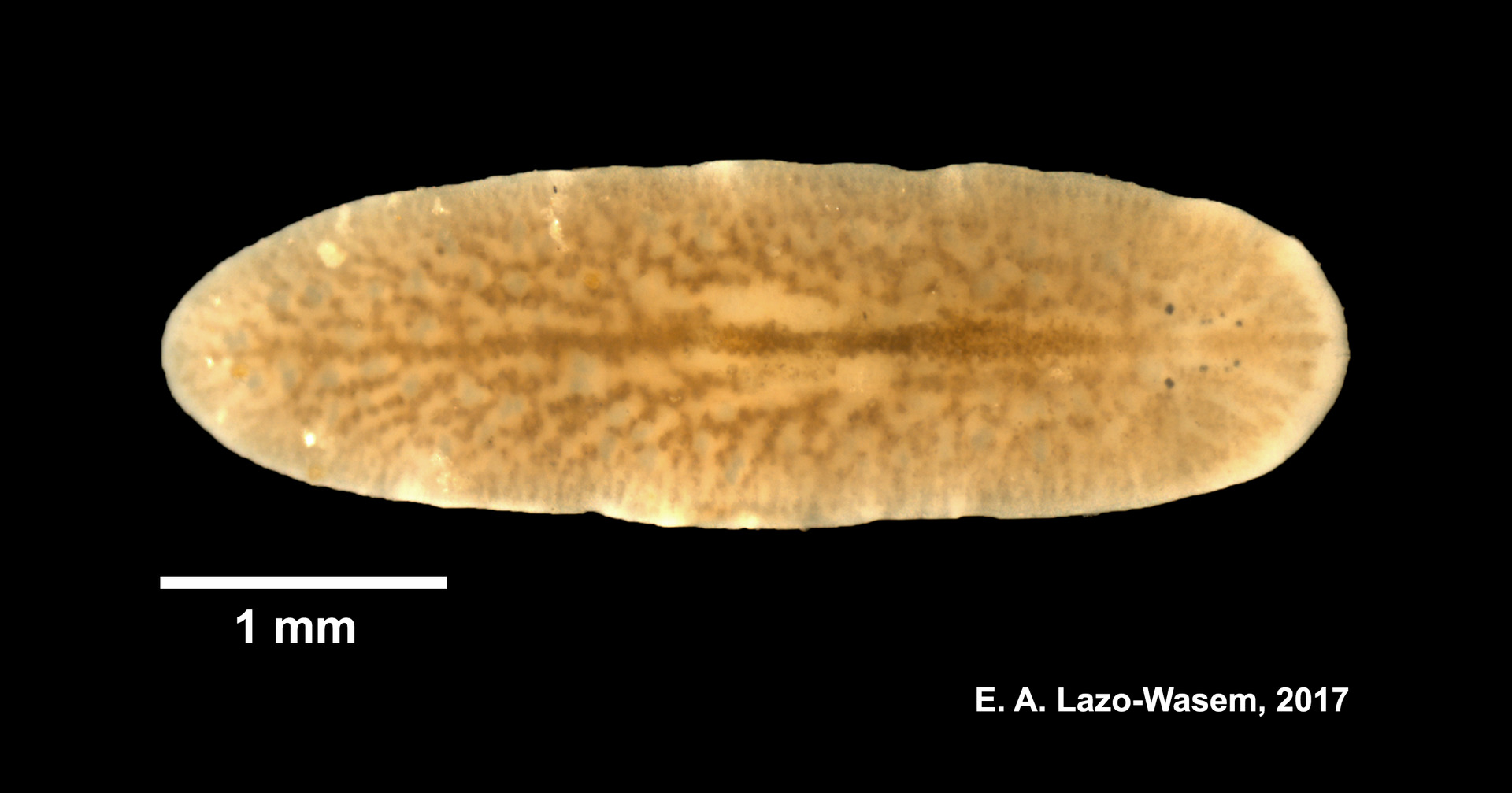
Euplana gracilis, un Euplanidae
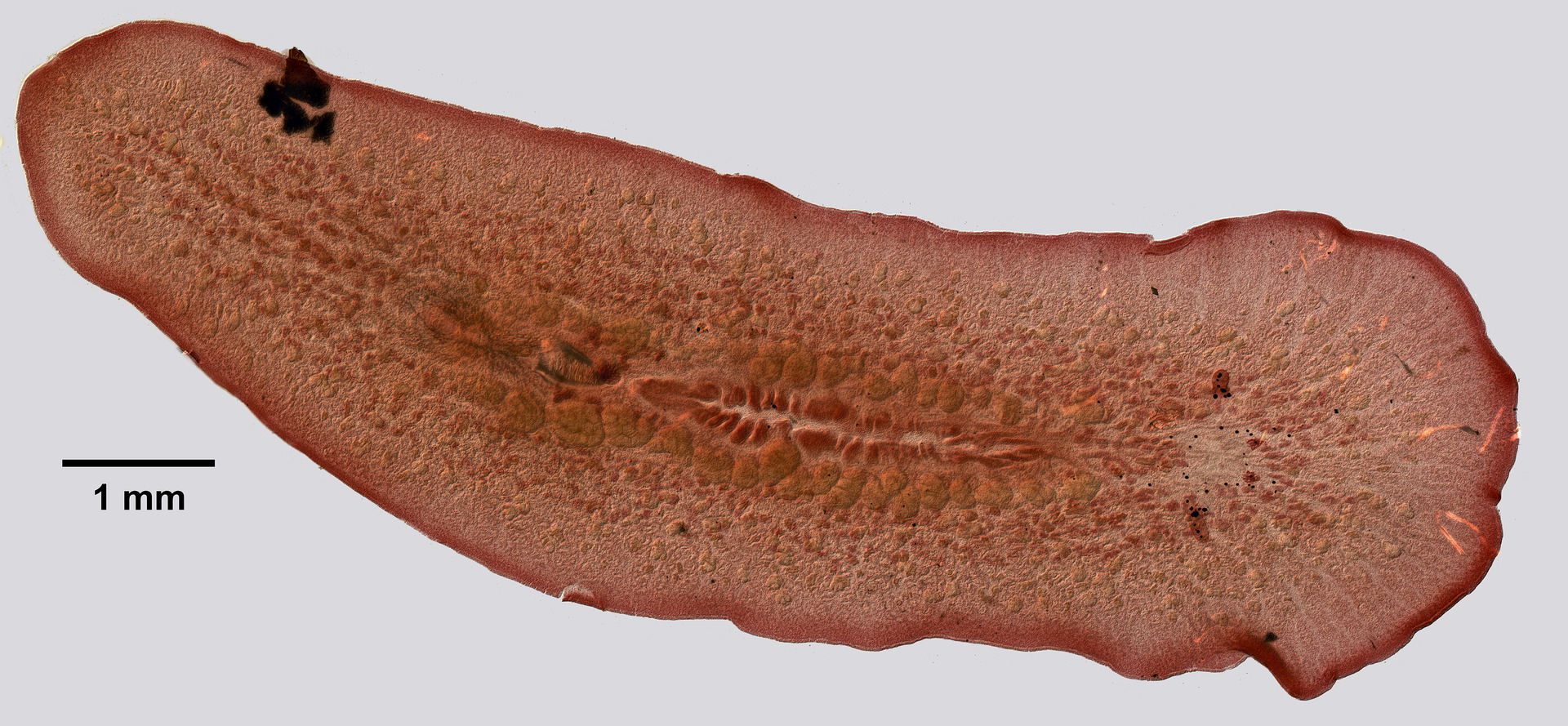
Gnesioceros sargassicola, un Gnesiocerotidae
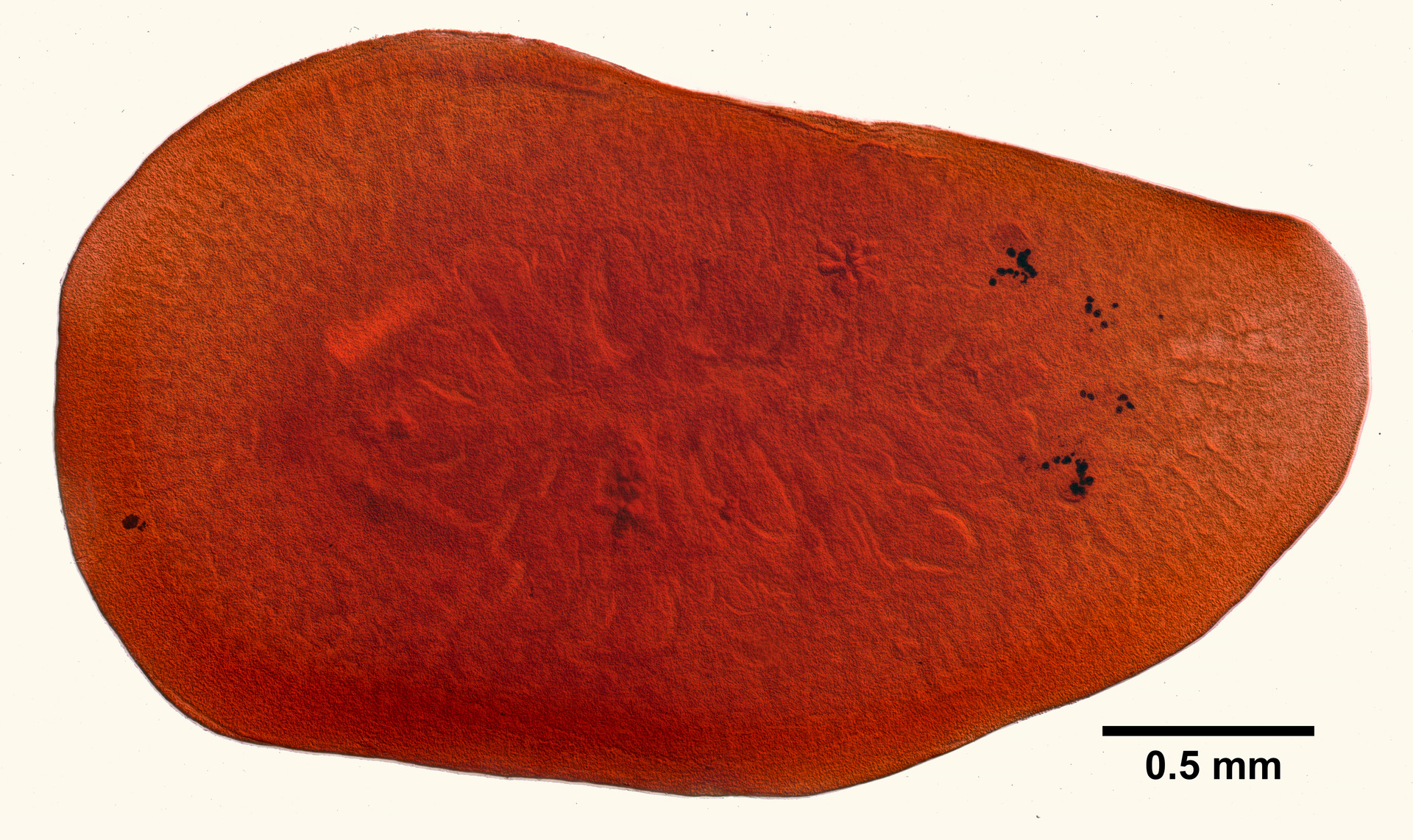
Hoploplana inquilina, un Leptoplanidae
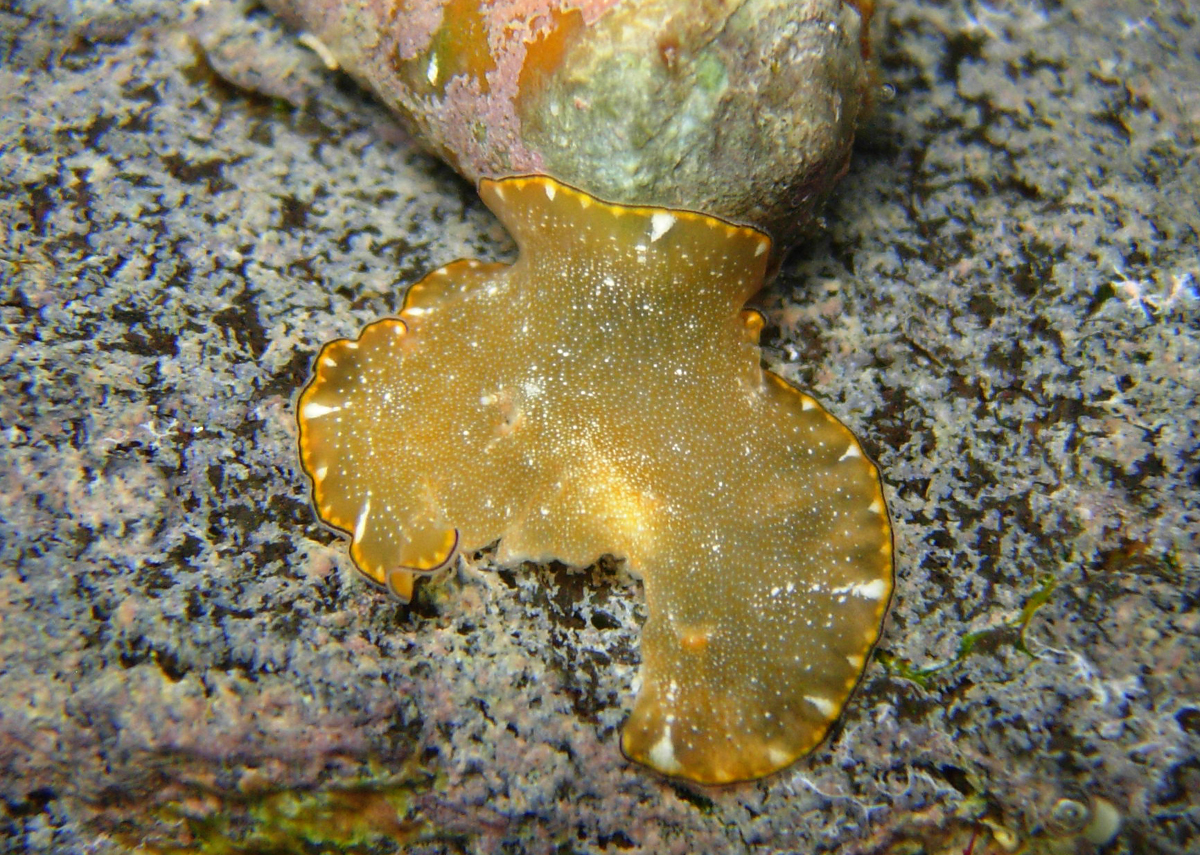
Paraplanocera marginata, un Planoceridae
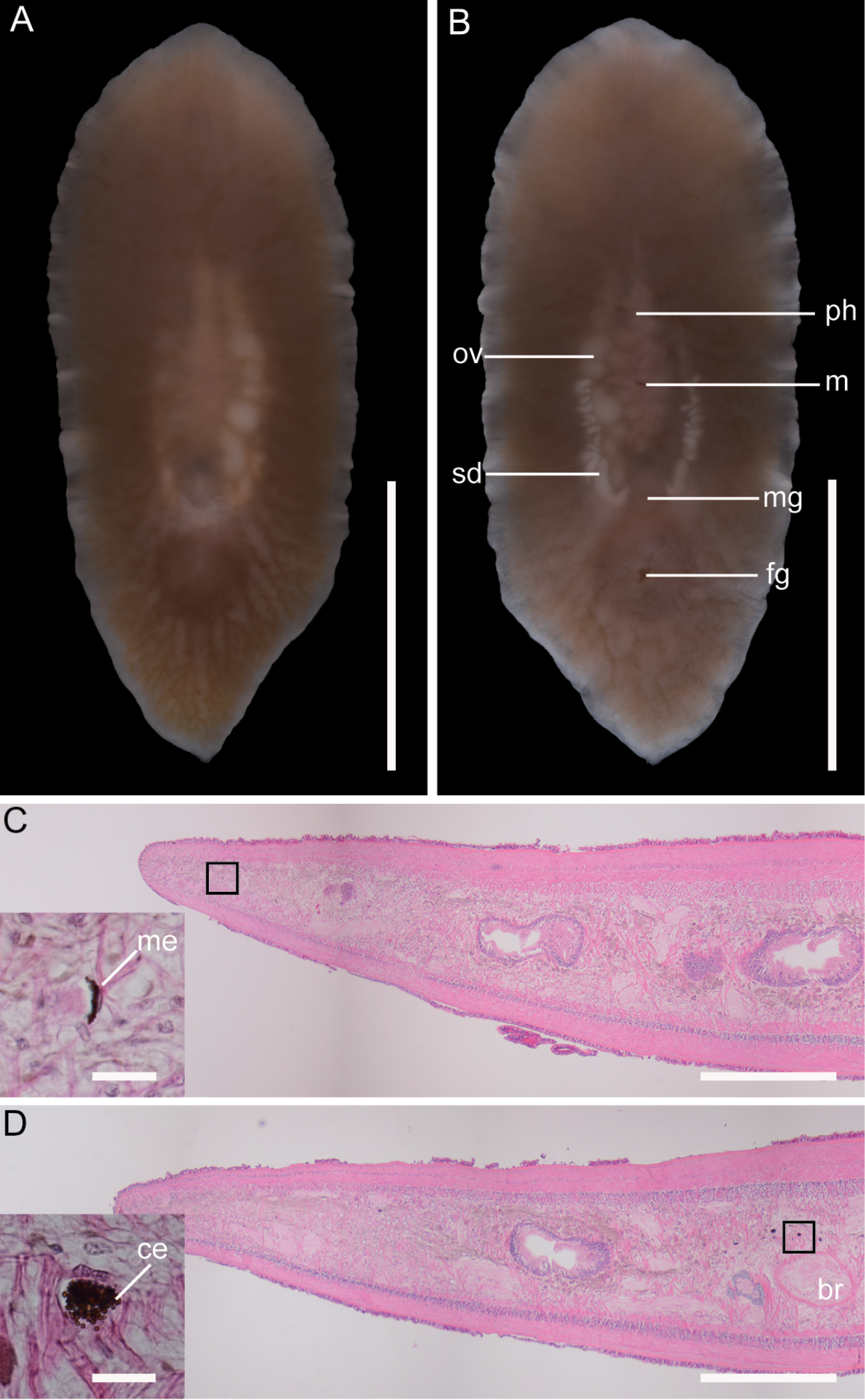
Paraplehnia seisuiae, un Plehniidae
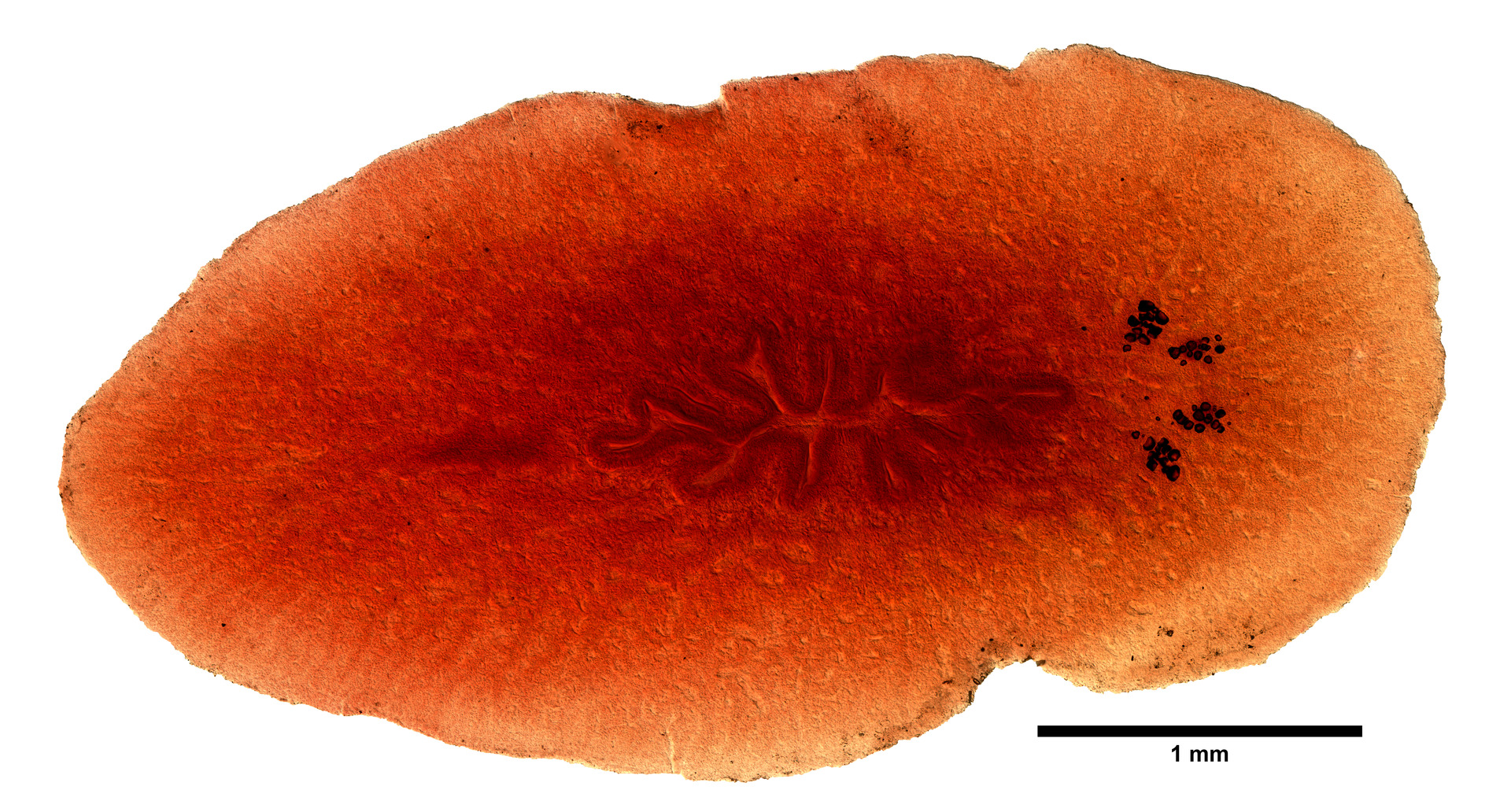
Pleioplana atomata, un Pleioplanidae
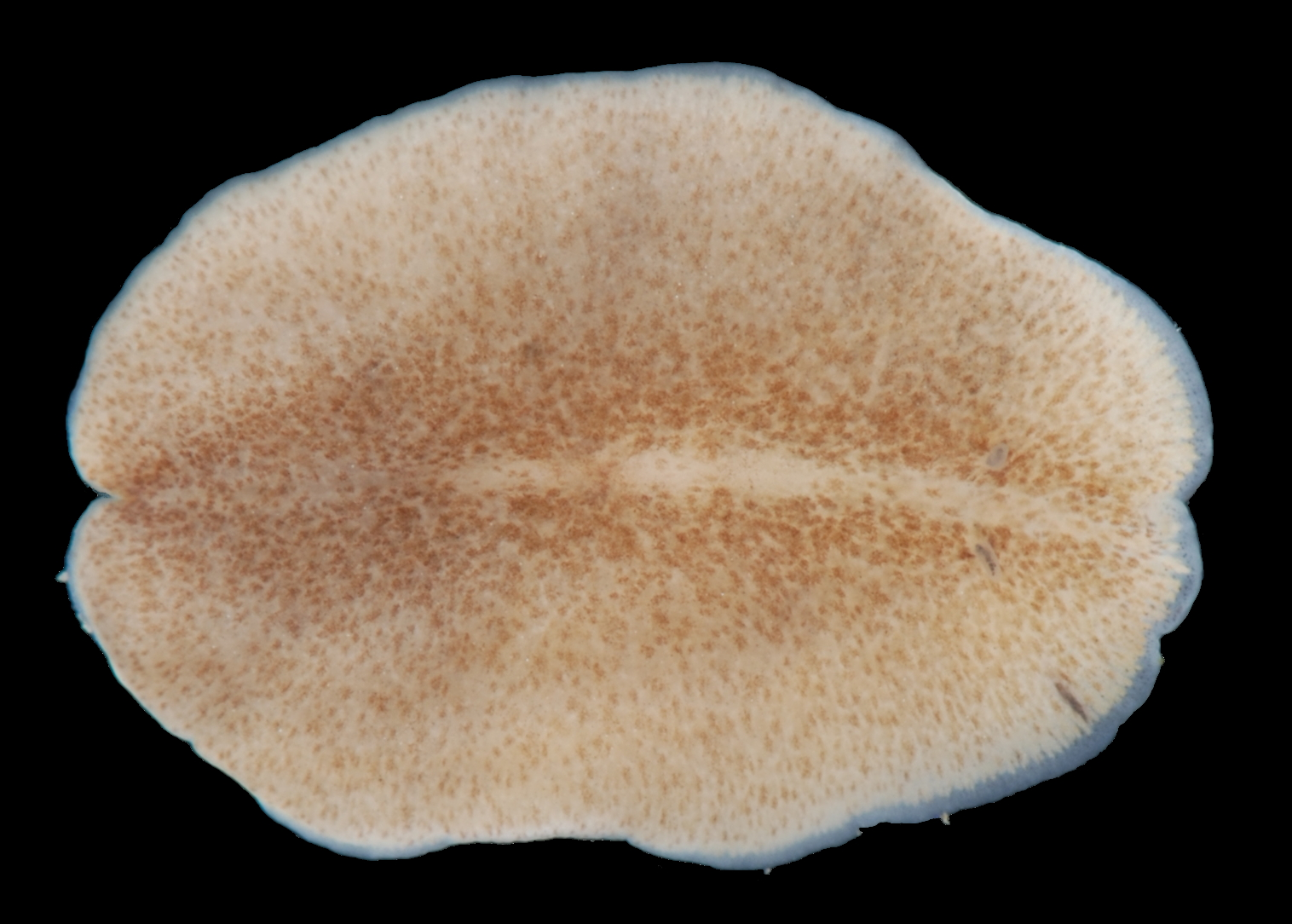
Stylochus ellipticus, un Stylochidae
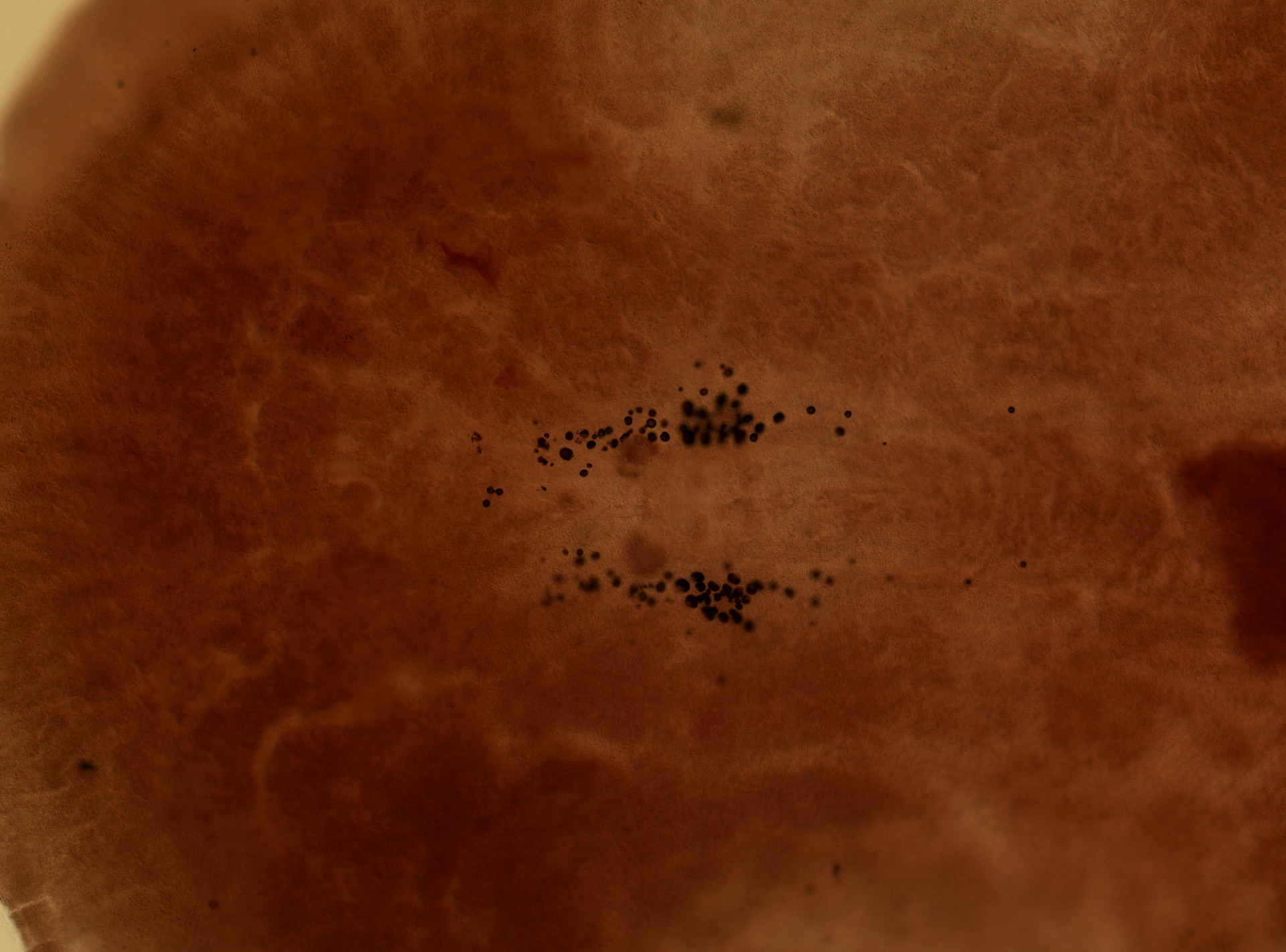
Armatoplana lactoalba, un Stylochoplanidae